# 미국인의 명칭
여러 언어에서 미국 시민을 지칭하는 다양한 용어를 쓰고 있다. 영어에서는 보통 "미국인"(American)이라는 표현을 쓴다. "아메리칸"처럼 미국인을 지칭하는 영어 표현은 모두 "아메리카 합중국"(the United States of America)에서 파생한 말이다. 그러나 이 표현은 아메리카 대륙 사람 전체를 총칭하는 의미도 가지기 때문에 언어학적 모호성을 안고 있다. 프랑스어, 독일, 일본어, 러시아어와 같은 다른 언어에서는 "아메리칸"의 동계어를 이용하여 미국인을 지칭한다. 그 밖에도 미국인을 지칭하는 다른 지역명 혹은 속어명이 있다.

## 용어의 등장과 발전
아메리고 베스푸치는 크리스토퍼 콜럼버스의 추정과 달리 브라질과 서인도 제도가 아시아의 동쪽 변방이 아니며 구세계 사람들에게 그동안 전혀 알려진 바 없는 완전히 새로운 땅임을 최초로 밝혀냈다. 마르틴 발트제뮐러는 발트제뮐러 지도에서 베스푸치를 기려 "아메리카"라는 지명을 창안했다.
"아메리카"의 형용사형인 "아메리칸"은 신세계의 유럽인 정착지에서 처음으로 나타난다. "아메리칸"은 아메리카 원주민을 이르는 말이었다가 나중에는 유럽인 정착민과 후손을 가리키게 되었다. 영어에서 유럽인 정착민 후손을 일컫는 말로 "아메리칸"을 쓴 용례는 17세기로 거슬러 올라가는데, 토마스 게이지의 "영국 아메리칸: 1648년 서인도 제도의 새 조사"(The English-American: A New Survey of the West Indies)라는 책에서 최초로 등장한다. "아메리칸"은 특히 영국령 아메리카 사람을 가리키는 말이었으며 그리하여 나중에는 그 의미가 확대되어 미국인을 지칭하는 말로 파생되었다.
국부론에서 애덤 스미스는 브라질의 식민화에 대해 쓰면서 아메리카 대륙 전체를 지칭하기 위해 이 용어를 썼다. "포르투갈의 유대인들은 종교재판의 박해를 받아 재산을 빼앗기고 브라질로 추방되었는데 이들은 식민지에 원래 압송되어 살던 흉악범들과 매춘부들에게 모범을 보여주어 일종의 질서와 산업을 가져다 주었으며 이들에게 사탕수수 경작법을 가르쳤다. 이렇듯 상이한 모든 경우에 아메리카에 사람이 살고 농사를 짓게 한 것은 유럽 정부의 지혜와 정책이 아닌 무질서와 불의였다."
1776년 미국 독립선언서에선 "아메리카 13개 주의 합중국"(the thirteen united united [sic] States of America)이란 표현이 등장하는데, 여기서 아메리카 식민지 명칭이 공식적으로 쓰인 것이다. 이 이름은 1777년 이 나라의 첫 정부 헌법인 연합규약에서 공식 채택되었다. 알렉산더 해밀턴, 존 제이, 제임스 매디슨이 미국 헌법 비준을 옹호하기 위해 작성한 1787년-1788년의 연방주의자 논집에서는 "아메리칸"을 아메리카 대륙 전체를 가리키는 표현으로 쓰기도 하고 미국만 이르는 말로 쓰기도 한다. 연방주의자 논집 24호에서는 영국과 에스파냐의 "아메리카 소유지"(American possessions)가 언급되는데 이는 미국 바깥의 땅까지 이르는 말이다. 한편 같은 책 51호와 70호에서는 미국을 "아메리카 공화국"(the American republic)으로 이르기도 한다. 18세기 말에 걸쳐 미국 사람들은 점차 자신들을 "아메리칸"으로 지칭하게 되었다. 1795년 바르바리 국가와 맺은 평화우호 조약에서는 "아메리카 시민"(American Citizens)이 언급되며 조지 워싱턴은 1796년 퇴임 연설에서 국민들에게 "여러분의 국가 역량 속에서 여러분에게 속한 아메리칸(American)의 이름"이라고 말한다. 결국 이 용례는 다른 영어권 국가로 퍼졌다. 당초 영어의 모든 형식에서 인정받지 못하던 명사형 "아메리칸"의 용례가 이제 미국에서 태어난 사람이나 미국 시민을 일컫는 주된 표현이 되었다. 다른 의미로 "아메리칸"을 쓸 경우 일반적으로 "라틴 아메리카인"(Latin American)이나 "북아메리카인"(North American)처럼 한정사를 붙여서 특정하게 된다.

## 외국에서 부르는 명칭
외국인 영어 화자는 미국인을 보통 "아메리칸"으로 부른다. 다른 여러 언어에서도 "아메리칸"에 해당하는 용어로 미국인을 이른다. 프랑스어, 네덜란드어, 일본어, 필리핀어, 히브리어, 아랍어, 러시아어 화자들은 "아메리칸"의 번역어를 쓴다. (일본어: アメリカ人, 러시아어: американец, американка)
독일어에서는 명사 "US-Amerikaner"나 형용사형 "US-amerikanisch"가 쓰이기도 하지만 "Amerikaner"(형용사형 "amerikanisch")가 과학, 공식, 언론, 구어 어법에서 더욱 자주 쓰인다. 독일어 신문 노이에 취르허 차이퉁의 문체 지침서에서는 "U.S.-amerikanisch"를 '불필요'면서 '인위적'이라는 이유로 거부하고 "amerikanisch"로 바꿔 쓸 것을 권장한다. 호스트리아, 독일, 스위스 외무부의 각 지침서 역시 모두 'Amerikaner/amerikanisch'를 공식 용례로 기술한다. 구어체에서는 "아미"(Ami)도 흔한데, 유명한 슬로건 "미국놈은 집에 가라"(Ami - go home)처럼 비하적인 뜻을 담기도 한다.
유럽 포르투갈어에서 구어로 "아메리카노"(americano)가 흔하지만 리스본 학술원(Academia das Ciências de Lisboa)에서 선호하는 용어는 "estado-unidense"이며, 언론에서는 보통 "norte-americano"라고 쓴다. 브라질 포르투갈어에서는 일상적으로 "norte-americano"(엄밀히 말하면 이 용어는 캐나다인과 멕시코인도 같이 지칭하긴 하지만)라고 쓰며, 학계에서는 "estado-unidense"가 선호된다.
중국어에서는 아메리카 대륙과 미국 사람을 가리킬 때 다른 낱말을 쓴다. 미국은 "美国"(měiguó)로 쓰고 아메리카 대륙은 "美洲"(měizhōu)로 쓴다. 인칭(demonym) 역시 이 두 낱말에서 파생되어 미국인은 "美国人"(měiguórén)으로 칭한다.
스페인어권의 경우 일부 화자들은 "아메리칸"의 번역어를 쓰기도 하지만, 에스파냐 한림원의 범에스파냐어 의문 사전(Diccionario Panhispánico de Dudas de la Real Academia Española)에서는 "에스타도우니덴세"(estadounidense)를 권장하는데, "아메리칸"이 남북 아메리카 대륙의 전체 주민을 일컫는 말로 쓸 수 있게 때문이다. 스페인어권인 라틴 아메리카와 카리브 지역에서는 미국인을 "에스타도우니덴세"로 쓰고 구어로는 "그링고"(gringo)라고 쓰는데 이 말은 문맥에 따라 보통 멸칭이 된다.
그밖에도 선택적으로 전체 아메리카 주민과 미국인을 구별하는 언어로는 일본어와 핀란드어가 있다. 그리고 표준 중국어나 한국어, 스와힐리어, 베트남어, 에스페란토와 같은 다른 언어도 영어의 "아메리칸"이 가지는 모호함 없이 두 가지 용어를 나눠 쓴다.

## 대안 용어
"아메리칸"의 대안으로 임시어인 "유나이티드 스테이시언"(United-Statesian)이나 프랭크 로이드 라이트가 대중화한 우소니안(Usonian)처럼 여러 가지 영어 낱말이 제시된 바 있다. 작가 H. L. 멘켄은 1789에서 1939년 사이에 나온 명칭 제안을 취합했는데 "Columbian", "Columbard", "Fredonian", "Frede", "Unisian", "United Statesian", "Colonican", "Appalacian", "USian", "Washingtonian", "Usonian", "Uessian", "U-S-ian", "Uesican", "United Stater"같은 말이 나왔다. 그럼에도 영어에서 "아메리칸"을 대체하는 용어가 널리 쓰이지는 않았다. 라이트의 제안을 받아들인 언어는 에스페란토가 유일한데, 에스페란토로 미국은 "우소노"(Usono)이고 미국인은 "우소나노이"(Usonanoj)이라고 한다.
미국 시민을 칭하는 다른 대체어로 "US-American" 혹은 "U.S.-Aemrican", US American, U.S. American로 쓰는 경우가 있다. 더 넓은 범주의 아메리카 사람을 지칭할 때는 '서반구인'(Western Hemispherian), '신세계인'(New Worlder), '북대서양인'(North Atlantican)과 같은 용어도 있다.

## 구어 용례
"양키"(Yankee 또는 Yank)는 영어 구어에서 미국인을 지칭하는 표현이다. 이 말의 동계어는 다른 언어에서 찾아 볼 수 있다. 미국 내에서는 "양키"는 보통 뉴잉글랜드나 미국 북부를 특정하는 말로 쓰는데, 원래 18세기부터 특히 영국에서 미국인을 이르는 말이었다. 이러한 문맥에서 쓰이는 양키의 최초 기록1784년 허레이쇼 넬슨의 편지이다.

## 같이 보기
- 미국의 주별 주민이름